# Nothin’ But the Blues
Nothin’ But the Blues — студийный альбом Джо Уильямса и Red Holloway & His Blues All-Stars, выпущенный в 1984 году в США. Лауреат 6th Annual Blues Awards 1985 года в номинации «Альбом традиционного блюза». За этот альбом Джо Уильямс был удостоен премии Грэмми в номинации «Лучшее вокальное джазовое исполнение»

## Об альбоме
Альбом был записан 16 — 17 ноября 1984 года на Annex Studios в Голливуде. Запись полностью блюзового альбома с полностью блюзовой группой было идеей продюсера Ральфа Юнгхайма и по его же инициативе альбом выпустил престижный американский лейбл Delos Records, занимающийся записью и выпуском классических произведений. Этот альбом стал первым джазовым альбомом для этого лейбла.
Сам Джо Уильямс говорил о записи альбома: «Я не помню, чтобы я когда-то пел блюз с таким воодушевлением! Все четыре сессии были особенными. Во-первых, не было ни одной ноты на бумаге, за исключением „Ray Brown’s Back In Town“, инструментальной композиции Реда Холлоуэя. Все остальные треки были спонтанными, аранжированными прямо там и это работает только тогда, когда у вас есть музыканты с действительно большими ушами, все действительно слушают друг друга и каждый вносит свой вклад. Вы не сможете отрепетировать блюз (ну и не то чтобы нам это было нужно), поэтому мы записали большинство мелодий с первого дубля».
Эл Копп из AllAboutJazz написал, что «Весёлая личность певца и его большое обаяние сияют в каждом треке, а его глубокий баритон звучит на удивление низко. В основном на этом альбоме представлена классика блюза, в том числе „Please Send Me Someone to Love“, „Goin' To Chicago Blues“, „Rocks In My Bed“, „Sent For You Yesterday“ и две мелодии, которые сам Уильямс сделал знаменитыми: „Alright, Okay, You Win“ и „Comeback“. Если вам нравится джаз с блюзовой направленностью, то эта композиция должна быть в вашей коллекции».
Известный джазовый критик Скотт Янов хвалит альбом, заявляя: «Придерживаясь блюза, Джо Уильямс находится в отличной форме на этой специальной сессии», отмечает исключительную команду аккомпанирующего состава и подчеркивает живость и свежесть блюзовых стандартов.
«Джо Уильямс и его ансамбль вдыхают новую жизнь в знакомые стандарты, оставаясь верными блюзу. Живые и свежие интерпретации классики блюза делают каждый трек захватывающим опытом…ансамбль Red Holloway & His Blues All-Stars…вносит свой вклад в разворачивающееся волшебство».
«Альбом не только передает суть блюзовых традиций, но и служит мостом, соединяющим разные эпохи джаза».
Альбом стал очень успешным, получив премии Грэмми и Blues Music Awards, впоследствии многократно переиздавался, как в США, так и в других странах. Переиздание альбома на CD содержит ещё несколько композиций, записанных в ходе тех же сессий.

## Список композиций

### LP
| №  | Название                         | Автор(ы)              | Длительность |
| -- | -------------------------------- | --------------------- | ------------ |
| 1. | «Who She Do»                     | Джо Уильямс           | 5:15         |
| 2. | «Just A Dream»                   | Биг Билл Брунзи       | 4:44         |
| 3. | «Please Send Me Someone To Love» | Лоуэлл Фулсон         | 5:11         |
| 4. | «Alright, OK, You Win»           | Мейм Уоттс, Сидни Вик | 4:41         |

| №  | Название                                                                               | Автор(ы)                               | Длительность |
| -- | -------------------------------------------------------------------------------------- | -------------------------------------- | ------------ |
| 5. | «Hold It Right There»                                                                  | Эдди Винсон                            | 2:42         |
| 6. | «In The Evening/Rocks In My Bed B2а In The Evening B2b In The Evening Rocks In My Bed» | B2a Лерой Карр B2b Дюк Эллингтон       | 6:55         |
| 7. | «Sent For You Yesterday»                                                               | Каунт Бейси, Эдди Дарем, Джимми Рашинг | 3:29         |
| 8. | «Going To Chicago Blues»                                                               | Каунт Бейси, Джимми Рашинг             | 4:48         |
| 9. | «Ray Brown's In Town»                                                                  | Ред Холлоуэй                           |              |

### Переиздание на CD
- Who She Do
- Just A Dream
- Hold It Right There
- Please Send Me Someone To Love
- Going To Chicago Blues
- Ray Brown’s In Town
- In The Evening/Rocks In My Bed
- Alright, OK, You Win
- Mean Old World/Wee Baby Blues
- The Comeback
- Tell Me Where To Scratch
- Sent For You Yesterday

## Участники записи
- Джо Уильямс — вокал

- Джек Макдафф — клавишные
- Рэй Холлоуэй — саксофон-тенор
- Эдди Винсон — саксофон-альт, вокал
- Фил Апчёрч — гитара
- Рэй Браун — контрабас
- Джеррик Кинг — ударные

Производство
- Ральф Юнгхайм — продюсер
- Филлис Бернард — сопродюсер
- Джон Эргл — звукооператор
- Девра Холл — интервью, аннотация
- Джо Гастуит — мастеринг
- Рэй Эвери — фотография
- Мари Эллен Уэбстер — фотография